# Georgius Gerardus Ohrig
Georgius Gerardus Ohrig (Amsterdam, 29 augustus 1806 – Kaap de Goede Hoop, 20 juni 1852) was een Nederlandse handelaar die zich heeft ingezet voor handelsbetrekkingen tussen Nederland en de Voortrekkers in Zuid-Afrika.

## Handelsreis
In  augustus 1841 verspreidde Ohrig onder vrienden het geschrift De Emigranten te Port Natal, waarin hij wees op het belang van handelsbetrekkingen tussen Nederland en de nieuwe Boerenrepubliek Natalia. Nadat hij genoeg steun had ontvangen vertrok hij samen met supercargo Johan Arnold Smellekamp met het volgeladen schip Brazilië naar Natalia.
Op 26 maart 1842 werd hij warm onthaald door de Boeren. De Voortrekkerleider Andries Hendrik Potgieter vernoemde de nederzetting Andries-Ohrigstad in Transvaal naar Ohrig en zichzelf, dat nog steeds bestaat onder de naam Ohrigstad.
Ohrig overleed in 1852 in de Kaap de Goede Hoop.